# Xã Brady, Quận Kalamazoo, Michigan
Xã Brady (tiếng Anh: Brady Township) là một xã thuộc quận Kalamazoo, tiểu bang Michigan, Hoa Kỳ. Năm 2010, dân số của xã này là 4.248 người.